# Edda Freya
Le Edda Freya  est un navire de service polyvalent pour les travaux offshore appartenant à Østensjø Rederi et exploité par la société norvégienne DeepOcean. Il est à la fois un navire câblier et un navire effectuant des travaux de construction ou des opérations d'inspection, d'entretien et de réparaefdwttion (IMR).

## Caractéristiques
Le Edda Flora est un navire qui a été construit au chantier naval norvégien de Ulsteinvik de Kleven Verft AS (Kleven Group (en)). Il un navire poseur de canalisations ultramoderne adapté pour des opérations dans le monde entier avec un système de propulsion hybride diesel-électrique à économie de carburant. Il a été conçu en mettant l'accent sur les opérations de pose de câble sous-marin, de construction et inspection, entretien et réparation
(IMR).
Son pont de travail de 2.250 m² peut recevoir jusqu'à 10 tonnes/m² pour une capacité maximale de fret de 6.000 tonnes. Il est équipé d'une grue offshore de 400 tonnes pouvant soulever jusqu'à 600 tonnes, de diverses petites grues de pont et de deux systèmes de lancement et de récupération de ROV et un carrousel de 3.000 tonnes de câbles situé sous le pont.
Il est équipé, sous hangar, de deux sous-marins télécommandés (ROV) de type Constructor 220 HP, capables d'effectuer des tâches à des profondeurs allant jusqu'à 3.000 mètres.
Le déplacement vers le chantier s'effectue à une vitesse maximale de 15.5 nœuds et la précision de l'installation est assurée par le système de positionnement dynamique. Il y a des cabines à bord pour 140 personnes. La livraison du personnel et des marchandises peut être effectuée à l'aide d'une hélisurface conçu pour recevoir des hélicoptères lourds.

### Articles externes
- EDDA FREYA - Site marinetraffic
- Edda Freya - Site DeepOcean
- Edda Freya - Site Østensjø Rederi